# Ivailazda
Ivailazda (en rus: Ивайлазда) és un poble del Daguestan, a Rússia, que en el cens del 2010 tenia 70 habitants. Pertany al districte rural de Gunib.